# 社会自由主義
社会自由主義（）またはソーシャル・リベラリズム（英語: Social Liberalism, ドイツ語: Sozialliberalismus, スペイン語: socioliberalismo）は、個人の自由増大、社会福祉拡大、弱者の人権向上、政府の市場経済介入を擁護し、検閲に反対する思想である。社会的公正を重視する自由主義の政治思想である。

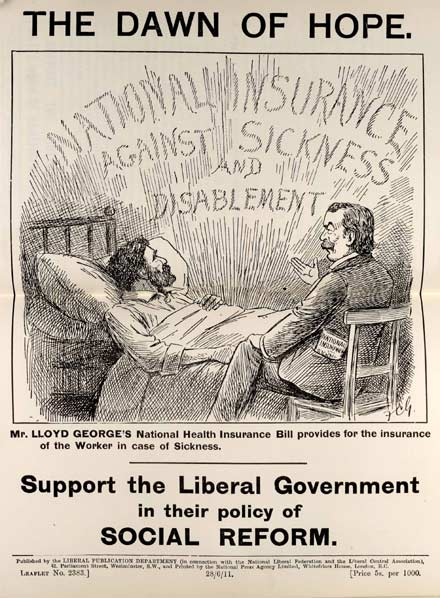
「希望の夜明け」。1911年の国家保険法(en)への支持を表明しているイギリス自由党のリーフレット。この法律は病気や失業中の労働者に手当てを提供し、社会福祉の発展における重要な出来事となった。

また、特に米国ではモダン・リベラリズム（英: modern liberalism：現代自由主義）、イギリスではニュー・リベラリズム（英: new liberalism；「ネオリベラリズム」ではない）、ドイツでは左派自由主義（独: Linksliberalismus）、スペイン語圏では進歩的自由主義あるいは革新自由主義（西: liberalismo progresista）とも呼ばれる。

## 概要
「社会自由主義」（独: Sozialliberalismus）という用語は、1891年にオーストリアの経済学者・ジャーナリスト、テオドール・ヘルツカによって用いられたのが初出である。
旧来の古典的自由主義とは異なり、公民権の拡大と同時に、失業、健康、教育などの経済的・社会的課題に対する国家の法的な役割を重視する。社会自由主義者は資本主義を支持するが、社会資本の必要性が資本主義と自由民主主義の両方の前提であると強調し、無秩序なレッセフェール経済を社会資本の必要性の認識が欠けているとして批判する。社会自由主義者は、個人主義や資本主義が、公共の精神や連帯の認識によって加減された時に、自由民主主義は最良の状態になると考える。
社会自由主義的な政策は、特に第二次世界大戦後の資本主義世界で広く採用された。一般には、社会自由主義の思想や政党は、中道あるいは中道左派と見なされる場合が多い。
社会自由主義に対する反動として、20世紀後半には新自由主義（ネオリベラリズム）とも呼ばれるマネタリストや、政府の役割縮小を主張する経済思想が広がった。しかしこの反動は古典的自由主義への単純な回帰ではなく、政府は社会福祉や経済政策に関する管理などを維持し続けた。
社会自由主義を含む各種のリベラル政党の主要な国際組織には自由主義インターナショナルがあり、人権尊重、自由かつ公正な選挙、複数政党制、社会的公正、寛容、社会的市場経済、自由貿易、経済的持続可能性、国際的連帯の重要性などを掲げている。

## 主な政党
各政治組織の政策は、純粋な政治思想と常に同一ではなく、また変化するため、正確な「社会自由主義政党の一覧」の作成は困難である。以下は、一般的に社会自由主義が党是と見なされることが多いか、学者がその中核思想を社会自由主義と見なしている政党である。

### ヨーロッパ
ヨーロッパでは、社会自由主義の政党は中小規模の中道または中道左派政党が多い。ヨーロッパで国家レベルや地方レベルの連立政権に参加するなど成功した社会自由主義政党の例には、イギリスの自由民主党、デンマークのラディケーリなどがある。また欧州規模の政党では、欧州議会で第3規模の欧州自由民主同盟は、社会自由主義政党と市場自由主義政党の両方を含んだグループである。
- イギリス - 自由民主党[15][17][18][19]
- フランス - 急進運動[20]、民主運動[21][20]、共和国前進[22][23][24]
- オランダ - 民主66[20][18][25]
- ベルギー - フラームス自由民主[26][27]
- デンマーク - ラディケーリ[15][20][17][28][29][18]
- フィンランド - スウェーデン人民党[30]
- イタリア - 価値あるイタリア[31]
- スペイン - 連合・進歩・民主主義[20]、市民党(en)[20]
- スウェーデン - 中央党、自由党[18][32]
- ハンガリー - 自由民主同盟[18]
- エストニア - エストニア中央党[33][34][35][36]
- スロベニア - スロベニア自由民主党[18][37]ザレス[38][20]
- ロシア - ヤブロコ[39][20][40]

### アメリカ
- アメリカ合衆国 - 民主党[41]
- カナダ - カナダ自由党[42][43][27]

### オセアニア
- オーストラリア - オーストラリア民主党[44]

### アフリカ
- チュニジア - 社会自由党[45]
- 南スーダン - 南スーダン自由党[46]

### アジア
- 日本 - 立憲民主党[47][48]
- 韓国 - 共に民主党[49]
- 中華民国（台湾）- 民主進歩党[50]
- フィリピン - 自由党[51]

## 著名な社会自由主義思想家
- ジェレミ・ベンサム
- ウィリアム・ベヴァリッジ
- ルヨ・ブレンターノ
- ウッドロウ・ウィルソン
- ジョン・デューイ
- エミール・デュルケーム
- トーマス・ヒル・グリーン
- ジョン・アトキンソン・ホブソン
- ジョン・スチュアート・ミル
- フリードリヒ・ナウマン
- レオナルド・ホブハウス
- ハンス・ケルゼン
- ジョン・メイナード・ケインズ
- カルロ・ロッセッリ
- ベルティル・オリーン
- ピエロ・ゴベッティ
- ジョージ・オーウェル
- アイザイア・バーリン
- ノルベルト・ボッビオ
- ジョン・ロールズ
- リチャード・ローティ
- ロナルド・ドウォーキン
- アマルティア・セン
- ブルース・アッカマン
- マーサ・ヌスバウム
- フェルナンド・サバテール